# Oberdorf-Spachbach
Oberdorf-Spachbach é uma comuna francesa na região administrativa de Grande Leste, no departamento Baixo Reno. Estende-se por uma área de 2,36 km². Em 2010 a comuna tinha 379 habitantes (densidade: 160,6 hab./km²).